# Вучји пас
Вучји пас, или вучјак, јесте пас (Canis) који је настао укрштањем домаћег пса (Canis lupus familiaris) са сивим вуком (Canis lupus), источним шумски вуком (Canis lycaon), црвеним вуком (Canis rufus) или етиопским вуком (Canis simensis) ради стварања хибрида.

## Укрштање
Постоји низ стручњака који вјерују да могу разликовати вука, вучјег пса и домаћег пса, али се то није показало тачним када су своје доказе предочили пред судовима.
Мјешанци домаћих паса и других подврста сивог вука најчешће су вучји пси, с обзиром да се пси и вукови сматрају исто врстом, генетски су врло блиски и заједничко станиште дијеле миленијумима. Такви мјешанци у природи су откривени кад многих популација разбацаних по Европи и Сјеверној Америци, а обично се јављају у областима у којима популација вукова опада због људског утицаја и прогона. У исто вријеме, вучји пси се често узгајају у заточеништву у различите сврхе. Мјешанци паса и друге двије врсте вукова из Сјеверне Америке јављали су се у дивљини кроз историју, иако је биолозима често тешко разликовати псеће гене у источном степском и црвеном вуку од гене сивог вука који су такође присутни у овим врстама због њиховог историјског преклапања са сјеверноамеричким сивим вуковима као и са којотима, а оба се налазе у генетском фонду источног степског и црвеног вука. У исто вријеме, јер се многе изоловане популације све три врсте вукова у Сјеверној Америци такође мијешају са којотима у дивљини, неки биолози спекулишу да хибриди којотски вук у сјеверозападној трећини континента могу имати и гене којотског пса и вучјег пса у свом генетском фонду. Хибриди пса и етиопског вука откривени у Етиопској висоравни вјероватно потичу из прошлих интеракција између слободних лутајућих дивљих паса и етиопских вукова који су живјели у изолованим подручјима.
Пасмине вучјег пса које је признала Међународна кинолошка федерација су Чехословачки вучји пас и Сарлошки вучји пас.

## Документовани узгој
Први забиљежени документовани узгој вучјег пса у Великој Британији је из 1776. године када се сматра да се мужјак вука парио са женском пса коју данашњим језиком идентификујемо као „померанац”, иако се можда разликовала од савремене померанске пасмине. Парење је резултовало леглом од девет штенади. Вучји пси су били популарни експонати у британским звјерињацима и зоолошким вртовима.
Постоји шест пасмина паса којима се признаје знатна количина примјеса вучјег пса у њиховом настајању. Једна пасмина је „воламут” или „малавук”, настала укрштањем аљаског маламута и шумског вука. Четири пасмине су резултат намјерног укрштања са њемачким овчаром (један од првобитних намјерно створених хибрида вучјег пса) и имају различите карактеристике изгледа које могу одражавати различите подврсте вука који су допринијели њиховој основи. Појавили су се и друга, необична укрштања; недавни експерименти у Њемачкој спроведени су укрштањем пудла и вукова. Намјера за стварањем пасмине увелико се кретала од жеље за препознатљивим вучјим псом пратиоцем до професионалних војних радних паса.

### Сарлошки вучји пас
Холандски узгајивач паса Лендерт Сарлос је 1932. године укрстио мужјака њемачког овчара са женком евроазијског вука. Потом је узгајао женско потомство и парио их са мужјацима њемачког овчара, стварајући сарлошког вучјег пса. Пасмина је створена да буде издржљив, самопоуздан пратилац и кућни пас. Холандски одгајивачки клуб је пасмину признао 1975. године, а Међународна кинолошка федерација 1981. године. Неки сарлошки вучји пси су водичи са слијепе и слабовиде особе и пси за спашавање.

### Чехословачки вучји пас
Чехословачки вучји пас је створен педесетих година 20. вијека за чување границе Чехословачке (данашња Чешка и Словачка). Пасмину су признали Амерички одгајивачки клуб, Одгајивачки клуб УК и Међународна кинолошка федерација и данас је препознатљив по својој агилности, послушности, трагању и спашавању, полицијском раду, терапијском раду и заштити стада у Европи и Сједињеним Државама.